# Coprosma huttoniana
Coprosma huttoniana är en måreväxtart som beskrevs av Peter Shaw Green. Coprosma huttoniana ingår i släktet Coprosma och familjen måreväxter.
Artens utbredningsområde är Lord Howeön. Inga underarter finns listade i Catalogue of Life.